# 玉川乡
玉川乡是中国陕西省西安市蓝田县下辖的一个乡。

## 行政区划
玉川乡下辖以下行政区：
玉川街村、冷水沟村、核桃沟村、印沟村、两河桥村、两河街村、天井村、南北沟村、董家岩村、渗金庙村、三合村、马池村、红门寺村、二仙桥村、大坪村、七安子村、甘家坪村、太公庙村、板厂村、三台山村、小沟口村、龙王庙村、狮子沟村、白岩沟村